# Harasupia snowi
Harasupia snowi är en insektsart som beskrevs av Lawson 1927. Harasupia snowi ingår i släktet Harasupia och familjen dvärgstritar. Inga underarter finns listade i Catalogue of Life.